# Уроки на завтра
«Уроки на завтра» — радянський художній фільм 1983 року, знятий режисером Акмалем Акбарходжаєвим на кіностудії «Узбекфільм».

## Сюжет
Випускник педагогічного інституту Самаді приїжджає працювати у рідний кишлак та стає класним керівником «важкого» 7-го «Б» класу. Душевний, терплячий і винахідливий учитель стає справжнім другом хлопців. А хлопці, дізнавшись, що у нього в місті залишилася сім'я, вирішують на знак дружби привезти до кишлаку його маленьку дочку.

## У ролях
- Мурад Мухаммад Дост — Самаді
- Надир Нортураєв — Бабур
- Батир Абдумумінов — Ахмед
- Барно Карімова — роль другого плану
- Улугбек Азімбеков — Халіл
- Абдухамід Дехканбаєв — Хамід
- Бахтійор Іхтіяров — Хасан-табунник
- Меліс Абзалов — завуч
- Бахтіяр Касимов — Мансуров
- Джаміля Акрамова — Інобат
- Закір Мухамеджанов — Гулям
- Хамза Умаров — роль другого плану
- Джамал Хашимов — вчитель співу

## Знімальна група
- Режисер — Акмаль Акбарходжаєв
- Сценарист — Мурад Мухаммад Дост
- Оператор — Олександр Панн
- Композитор — Євген Ширяєв
- Художник — Анатолій Шибаєв